# Pericoma soleata
Pericoma soleata är en tvåvingeart som först beskrevs av Alexander Henry Haliday 1856.  Pericoma soleata ingår i släktet Pericoma och familjen fjärilsmyggor.
Artens utbredningsområde är Irland. Inga underarter finns listade i Catalogue of Life.